# Malzbier
Malzbier é um tipo de cerveja, criada por Ferdinand Glaab, doce e com baixo teor alcoólico (geralmente entre 0 e 4%), de cor escura, que é fermentada como uma cerveja normal, porém com a fermentação de levedo por volta do 0 °C. O CO₂ e o açúcar é adicionado depois. A Malzbier é geralmente usada como uma bebida energética.
São cervejas do tipo american pale lager nas quais, após a filtração, são adicionados caramelo e xarope de açúcar, dando a coloração escura (que não vem do malte tostado) e o sabor adocicado. Dizem inclusive que, antigamente, cerca de 20 anos atrás, a Malzbier era produzida para reaproveitar a cerveja de início e fim da filtração e cervejas fora dos padrões. Hoje em dia isso não acontece mais e a cerveja ganhou um pouco em qualidade. Muito famosa no Brasil, não possui muitos correspondentes fora do país. Na Alemanha, seu país de origem, nem é mais considerada cerveja e sim, bebida energética. Enquadra-se normalmente no grupo de “outras cervejas com baixo teor alcoólico”, já que a Malzbier original não chega nem a 1% de álcool, pois, apesar de ser produzida como qualquer outra cerveja, ela quase não tem fermentação.
O estilo Malzibier é pouco documentado, pelo menos nas fontes de pesquisa mais acessíveis. Não figura, por exemplo, nos estilos listados pelo Beer Judge Certification Program (BJCP) e pelo Brewers Association.